# Барна Володимир Андрійович
Володи́мир Андрі́йович Ба́рна (нар. 2 червня 1953, с. Товсте Заліщицького району Тернопільської області) — український поет, журналіст, громадський діяч, публіцист, літературознавець, перекладач. Член Національної спілки письменників України (1994) і НСЖУ (1981). Дипломант обласної премії імені В. Вихруща (2003).

## Життєпис
Народився 2 червня 1953 р. в смт Товсте Тернопільської області Походить з родини лемків-переселенців.
Батько — Андрій з Кам'янки, мати — Євдокія з Дальови на Сяніччині.
Закінчив Товстенську Середню школу.
У 1975 р. закінчив факультет журналістики Львівського університету ім. І. Франка. Працював редактором Тернопільського обласного радіомовлення.
Від 1981 р. — член Спілки журналістів України та Спілки письменників України. Є автором багатьох передач на обласному і республіканському радіо. У радіопередачах часто висвітлює життя лемків-земляків, успіхи художніх колективів, досягнення митців, учених. Був обраний членом правління товариства «Лемківщина» у Львові, у 1990—1993 рр. працював головою правління товариства у Тернополі.
За його ініціативою 6–7 червня 1992 р. у Тернополі відбувся Всеукраїнський конгрес лемків.

## Літературна діяльність
Є автором численних віршів, статей, нарисів з лемківської тематики.
Друкувався в журналах «Київ», «Дзвін», «Дніпро», «Наше слово».
Автор збірок поезій:
- «В долонях Всесвіту» (1991),
- «Бескиди» (1992),
- «Пейзажі душі» (1994),
- «Моє Опілля»,
- «Роса на списах трав»,
- «Мелодія срібної ночі» (білоруською мовою),
- «Сльоза в зіницях неба»,
- «Янгол слова»,
- «Апокрифи неба»,
- «Храм вічності душі»,
- «Сльоза в зіницях неба» (українською та есперанто),
- книжки нарисів «Лемківщина в серці моїм» та інших.

Очолював до 2005 р. Тернопільську обласну організацію Національної спілки письменників України. Нині на творчій роботі.
Автор статей у Тернопільському енциклопедичному словнику.

## Переклади з Барни
Вірші Володимира Барни перекладені іспанською, англійською, польською, білоруською, російською мовами та мовою есперанто.